# Morcănești
Morcănești románul: Morcănești, falu Romániában, Erdélyben, Fehér megyében.

## Fekvése
Feketevölgy mellett fekvő település.

## Története
Morcăneşti korábban Feketevölgy része volt. 1956-ban vált külön, 103 lakossal, majd különvált tőle Făgetu de Jos és Lupăiești is.
1966-ban 75, 1977-ben 73 lakosa volt. 1992-ben  46 lakosából 45 román 1 magyar volt.
A 2002-es népszámláláskor 35 román lakosa volt.